# Korré
Korré (ou Kore) est un canton, un lawanat et une localité du Cameroun dans la commune de Moulvoudaye, le département du Mayo-Kani et la Région de l'Extrême-Nord. 

## Population
En 1976, le village Korre Garre comptait 305 habitants, dont 230 Peuls, 24 Massa et 51 Toupouri. À cette date il disposait d'une école publique à cycle incomplet. 
Lors du recensement de 2005, 12 322 personnes ont été dénombrées dans le canton et 8 769 à Korré proprement dit.

## Infrastructures
Korré est doté d'un collège public général (CES).